# Шемяково (Татарстан)
Шемя́ково (тат. Шәмәк) — село в Апастовском районе Республики Татарстан, в составе Среднебалтаевского сельского поселения.

## География
Деревня находится в 2 км от реки Була, в 23 км к западу от районного центра, посёлка городского типа Апастово.

## История
Деревня основана во второй половине XVII века.
В XVIII – первой половине XIX века жители относились к категории государственных крестьян. Основные занятия жителей в этот период – земледелие и скотоводство.
В «Списке населенных мест по сведениям 1859 года», изданном в 1866 году, населённый пункт упомянут как казённая деревня Шемякина 2-го стана Тетюшского уезда Казанской губернии. Располагалась при безымянной речке, по правую сторону почтового тракта из Казани в Симбирск, в 43 верстах от уездного города Тетюши и в 10 верстах от становой квартиры во владельческом селе Знаменское (Чипчаги). В деревне в 110 дворах жили 682 человека (353 мужчины и 329 женщин). Была мечеть.
В начале XX века в деревне функционировали мечеть, медресе, мелочная лавка. В этот период земельный надел сельской общины составлял 1394 десятины.
До 1920 года деревня входила в Средне-Балтаевскую волость Тетюшского уезда Казанской губернии. С 1920 года в составе Тетюшского, с 1927 года – Буинского кантонов ТАССР. С 10 августа 1930 года в Апастовском, с 1 февраля 1963 года в Буинском, с 4 марта 1964 года в Апастовском районах.
В 1930–1940 годах деревня входила в колхоз «1 Мая».

## Население
| 1782 | 1859 | 1897 | 1908 | 1920 | 1926 | 1938 | 1949 | 1958 | 1970 | 1979 | 1989 | 2002 | 2010 | 2015 |
| ---- | ---- | ---- | ---- | ---- | ---- | ---- | ---- | ---- | ---- | ---- | ---- | ---- | ---- | ---- |
| 188  | 682  | 1021 | 1212 | 1174 | 986  | 743  | 592  | 429  | 348  | 360  | 204  | 190  | 148  | 141  |

Национальный состав села: татары.

## Известные уроженцы
- Нуриев Марат Абдулхаевич (род. 1966) — предприниматель, политик и общественный деятель.
- Фаттах Азон Нуртинович (1923–2013) — композитор, заслуженный деятель искусств ТАССР.

## Экономика
Жители работают преимущественно в сельскохозяйственном предприятии «Свияга», занимаются полеводством, молочным скотоводствомca.

## Объекты культуры и медицины
В селе действует сельский клуб, библиотека, фельдшерско-акушерский пункт.

## Религиозные объекты
Мечеть (1994 год).